# Montelabbate
Montelabbate település Olaszországban, Marche régióban, Pesaro és Urbino megyében. Lakosainak száma 7008 fő (2023. január 1.). Montelabbate Monteciccardo, Vallefoglia, Urbino, Pesaro és Tavullia községekkel határos.

## Népesség
A település lakossága az elmúlt években az alábbi módon változott:
| Lakosok száma | 6860 | 6915 | 7008 |
|               | 2017 | 2018 | 2023 |